# Milovice (Soběsuky)
Milovice jsou vesnice, část obce Soběsuky v okrese Kroměříž. Nachází se asi 1,5 km na jih od Soběsuků. Je zde evidováno 71 adres. Trvale zde žije 147 obyvatel.
Milovice je také název katastrálního území o rozloze 1,11 km2.
Nachází se zde kaple svatého Jana Křtitele.

## Obyvatelstvo

### Struktura
Vývoj počtu obyvatel za celou obec i za jeho jednotlivé části uvádí tabulka níže, ve které se zobrazuje i příslušnost jednotlivých částí k obci či následné odtržení.
| Místní části   | Místní části  | 1869 | 1880 | 1890 | 1900 | 1910 | 1921 | 1930 | 1950 | 1961 | 1970 | 1980 | 1991 | 2001 | 2011 |
| -------------- | ------------- | ---- | ---- | ---- | ---- | ---- | ---- | ---- | ---- | ---- | ---- | ---- | ---- | ---- | ---- |
| Počet obyvatel | část Milovice | 201  | 218  | 217  | 216  | 239  | 231  | 234  | 210  | 228  | 218  | 184  | 155  | 143  | 142  |
| Počet domů     | část Milovice | 38   | 44   | 44   | 44   | 45   | 46   | 47   | 57   | -    | 56   | 50   | 61   | 65   | 67   |